# Urophyllum macrophyllum
Urophyllum macrophyllum là một loài thực vật có hoa trong họ Thiến thảo. Loài này được (Blume) Korth. miêu tả khoa học đầu tiên năm 1851.